# Лер (місто)
Лер (нім. Leer) — місто в Німеччині, розташоване в землі Нижня Саксонія. Адміністративний центр однойменного району.
Площа — 70,30 км2. Населення становить 35 078 ос. (станом на 31 грудня 2021).